# 超级碗周日
超级碗星期天或超级周日是指國家美式橄欖球聯盟年度冠军赛超级碗的比赛日。有时会被描述为非官方的国定假日。此前赛程一般安排在每年一月最后一个周日或二月的第一个周日。例如2021年第五十五届超级碗即安排于2021年2月7日（当月第一个星期日）；从 2022年第五十六届超级碗开始，超级碗星期天改在二月第二个周日举行（如2022年2月13日）。超级碗星期天当天，大批群众将前来观摩赛事。 “Super Sunday”和“Super Bowl Sunday”皆为國家美式橄欖球聯盟之注册商标。 如当地时间已为周一（如使用东十区的關島），则谓之“超级碗星期一”。 

## 庆祝活动
虽然不是法定假日，但超级星期天是许多家人和朋友聚在一起观看比赛的日子，包括那些通常不是足球迷的人。 尽管过去体育酒吧过去在超级星期天一直很忙，但现在人们在家观看比赛变得越来越普遍。一方面是由于北美地区家庭电视的尺寸越来越大，音响效果逼真。无论与朋友或家人老少在一起是个很开心的传统派对主题。
观看超级杯比赛是举国上下的大事，在比赛期间商业区人流剧减，路上车辆也稀少。
虽然这是橄榄球赛，但由于巨大的商业广告投入，包括中场的著名演唱会，甚至啦啦队都是一流的展示机会。所以吸引了各个年龄段的人参与。每秒上百万美金的广告吸引了无数观众。
对餐饮业来说，并没有太大的利益。大多人在这派对里喝啤酒饮料，和例如比萨，鸡翅，薯片之类的传统快餐。  

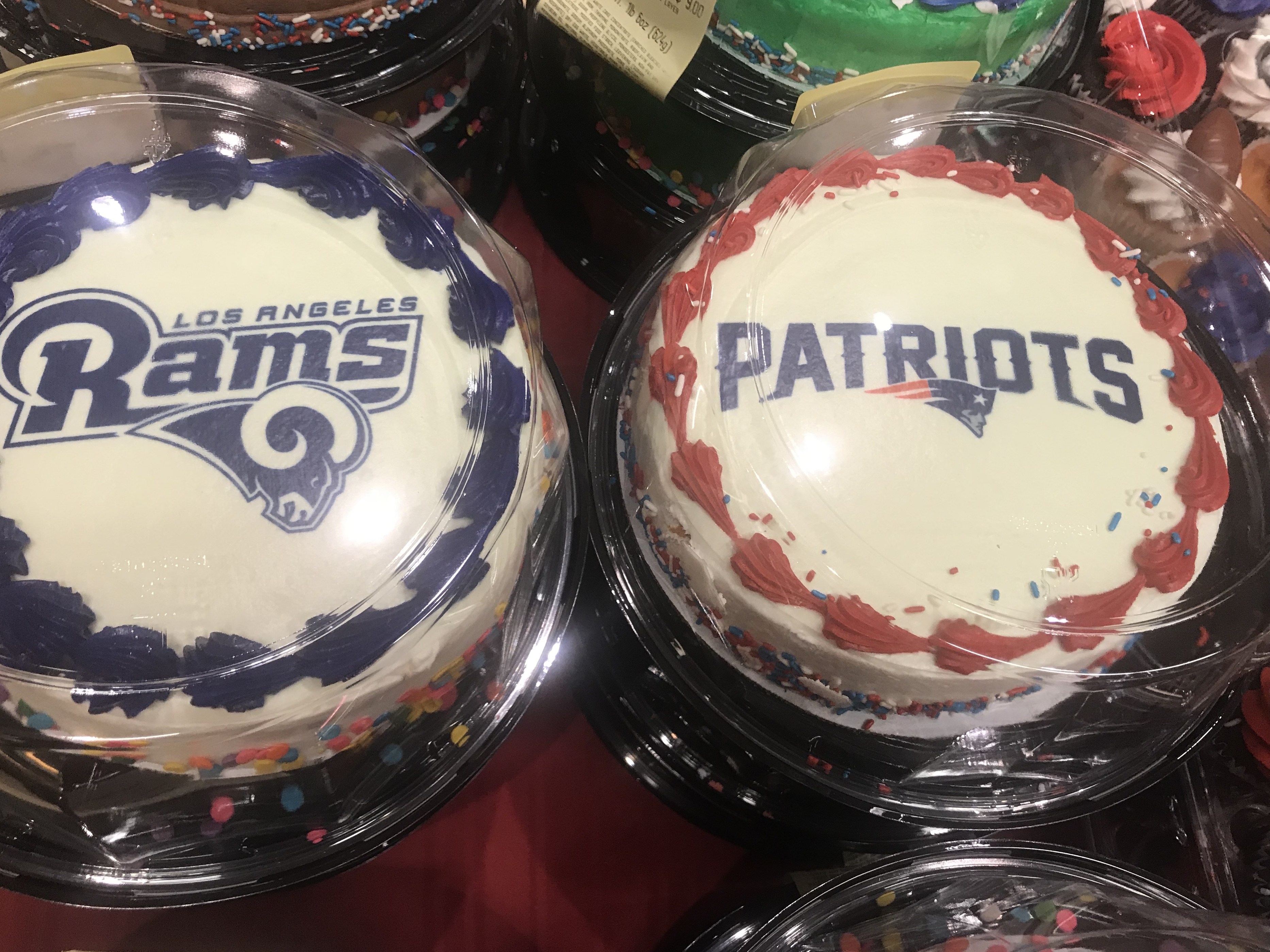
超级碗 LIII前印有洛杉矶公羊队和新英格兰爱国者队标志的蛋糕

超级星期天会消耗大量食物和酒精。该活动是美国第二大食品消费活动，仅次于感恩节大餐 ，一些警察部门注意到超级星期天酒后驾车人数急剧增加。
超级周日食物通常以自助餐形式供应，而不是坐下来用餐。超级星期天传统上吃的食物包括水牛翅、辣椒、小排骨、蘸酱、比萨饼和薯片。  许多比萨外卖企业发现他们的订单数量翻了一番，因为在超级星期天订购的外卖中大约有 60% 是比萨。大约28 × 106英磅（13,000公噸）薯片、12.5 亿只鸡翅和8 × 106英磅（3,600公噸）鳄梨调味酱在超级星期天期间食用。  